# Schlegelia violacea
Schlegelia violacea är en tvåhjärtbladig växtart som först beskrevs av Jean Baptiste Christophe Fusée Aublet, och fick sitt nu gällande namn av August Heinrich Rudolf Grisebach. Schlegelia violacea ingår i släktet Schlegelia och familjen Schlegeliaceae. Inga underarter finns listade i Catalogue of Life.